# Gai Claudi Sabí
Gai Claudi Sabí (llatí: Gaius Claudius App. f. M. n. Sabinus, de vegades també anomenat Regil·lensis) va ser un magistrat romà. Era fill d'Api Claudi Sabí Regil·lensis i formava part de la gens Clàudia.
Va ser elegit cònsol l'any 460 aC quan Api Herdoni va ocupar el Capitoli. Després de recuperar-lo es va oposar al que havia promès Luci Valeri Potit sobre les lleis Terentíl·lies. També es va oposar a augmentar el nombre de tribuns plebeus i a la llei De Aventino publicando, sobre repartiment de terres a l'Aventí.
Va ser candidat sense èxit a la dictadura. Encara que partidari dels aristòcrates va advertir al seu germà Api Claudi Sabí en contra de l'ús immoderat del poder i com que no se'l va escoltar es va retirar a Regillum, però va retornar per defensar al seu nebot, el decemvir Api Claudi Cras Regil·lensis Sabí quan va ser jutjat. La mort d'Api el va moure a revenjar-se en els cònsols Marc Horaci i Luci Valeri als quals va rebutjar concedir els honors del triomf.
L'any 445 aC es va oposar a la Lex Canuleia, que permetia als plebeus casar-se amb els patricis, i va proposar armar al cònsol contra els tribuns. Dionís d'Halicarnàs diu que no obstant això, ell mateix va proposar l'elecció de tribuns militars amb potestat consular tant entre els plebeus com entre patricis.